# Мабюз
Мабюз, тобто Ян Госсарт (англ. Jan Mabuse or Jan Gossaert бл.1478, Мобеж — 1 жовтня 1532, Міддельбург) — художник з Нідерландів на зламі XV–XVI століть. Малював релігійні образи, портрети. Займався також гравюрою і скульптурою.

## Автопортрет
Автопортрет відносять до 1515 року. Йому майже 40 років. За плечима навчання, подорожі до різних країн (Англії, Італії) і різних міст. Художник одягнений по італійській моді перших десятиліть XVI століття. Подібні шати можна побачити на моделях Себастьяно дель Пьомбо («Портрет невідомого», Будапешт) чи Доменіко Капріола («Портрет невідомого», Ермітаж, Сакт-Петербург). Одяг доповнив рідкісний червоний капелюшок зі шнурами та золотою оздобою — покажчики досягнутої заможності. Уважний погляд до глядача підтримує щирий жест звертання до умовного співрозмовника. Тлом слугує стіна приємного зеленого кольору, яку так полюбляли нідерландські майстри і яку можна побачити на портретах Йоса ван Клеве, Ганса Гольбейна і навіть Рафаеля («Портрет Біндо Альтовіті» 1515 р., Вашингтон).

## Біографія коротко
Родина художника походила з міста Мобеж, що у Франції. Звідси прізвисько майстра «Мабюз». Точних відомостей про дату народження художника не зберіглося. До останнього часу вважалося що і помер він у 1541 році. Архівні розшуки довели, що він прожив менше на 10 років і помер у 1532-му.
Вважають, що його перший вчитель Герард Давид. У 1502 році Мабюза прийняли до гільдії Св. Луки (євангеліста і покровителя художників) в місті Антверпені. В документах гільдії зафіксована його діяльність у 1502–1507 роках. У 1508–1509 рр. він перебував в Римі з двором Філіпа Бургундського, позашлюбного сина Філіпа III Доброго. Серед замовників Мабюза після його повернення з Італії — Маргарита Австрійська(1480–1530, вихователька імператора Карла V) з родини Габсбург, король Карл V, сестра короля Елеонора Португальська.
Після отримання сану єпископа Утрехта Філіп Бургундський переїздить туди. Мабюз переїздить разом з патроном в Утрехт, де займався оздобами замку Дюрстеде (Duurstede), резиденції новообраного епископа. Серед учнів Мабюза — Ян ван Скорель.
Ранішні твори Мабюза з фігурами архаїчні й наче застиглі. Не дивно, що вони мали успіх в країнах із середньовічним світоглядом і приязню до готики — у Португалії, Англії, в самих Нідерландах. Картини з оголеною натурою досить схематичні й не завжди успішно розв'язані анатомічно. Але були й свої досягнення.
Не всі картини Мабюза збережені. В період повстання іконоборців в Нідерландах рештка його вівтарних образів була знищена вщент. Вівтарні картини Мабюза вражали навіть італійців XVII століття. Архієпископ Родоса Гвідо Бентівольо, що їхав через місто Брюгге, був вражений вівтарем пензля Мабюза настільки, що зажадав зробити копію, аби надіслати її в дарунок папі римському.
Художник помер в Антверпені 1532 року.
Серед учнів митця — Ян Корнеліс Вермеєн (1500? — 1559).

## Портрети пензля Мабюза
Серед творчого надбання Мабюза важливе місце посіло створення портретів. Він малював як групові, так і невеличкі портрети поодиноких осіб.Були серед них і королівські особи з родини Габсбург: Карл V, сестра короля Елеонора Португальська, управителька Іспанських Нідерландів( теперішня Бельгія) Маргарита Австрійська.
Але до художника звертались представники різних верств населення. Могутнім реалізмом і зв'язком з національними традиціями Нідерландів віє від «Портрету старого подружжя» пензля Мабюза. Сивий добродій кутає мерзлі плечі й наче шамкає беззубим ротом. А стара жінка замислилась над чимось нелегким і тривожним. Але вони поряд попри всі негаразди. В цьому портреті Мабюз достойний суперник Дюрера чи Ганса Гольбейна.

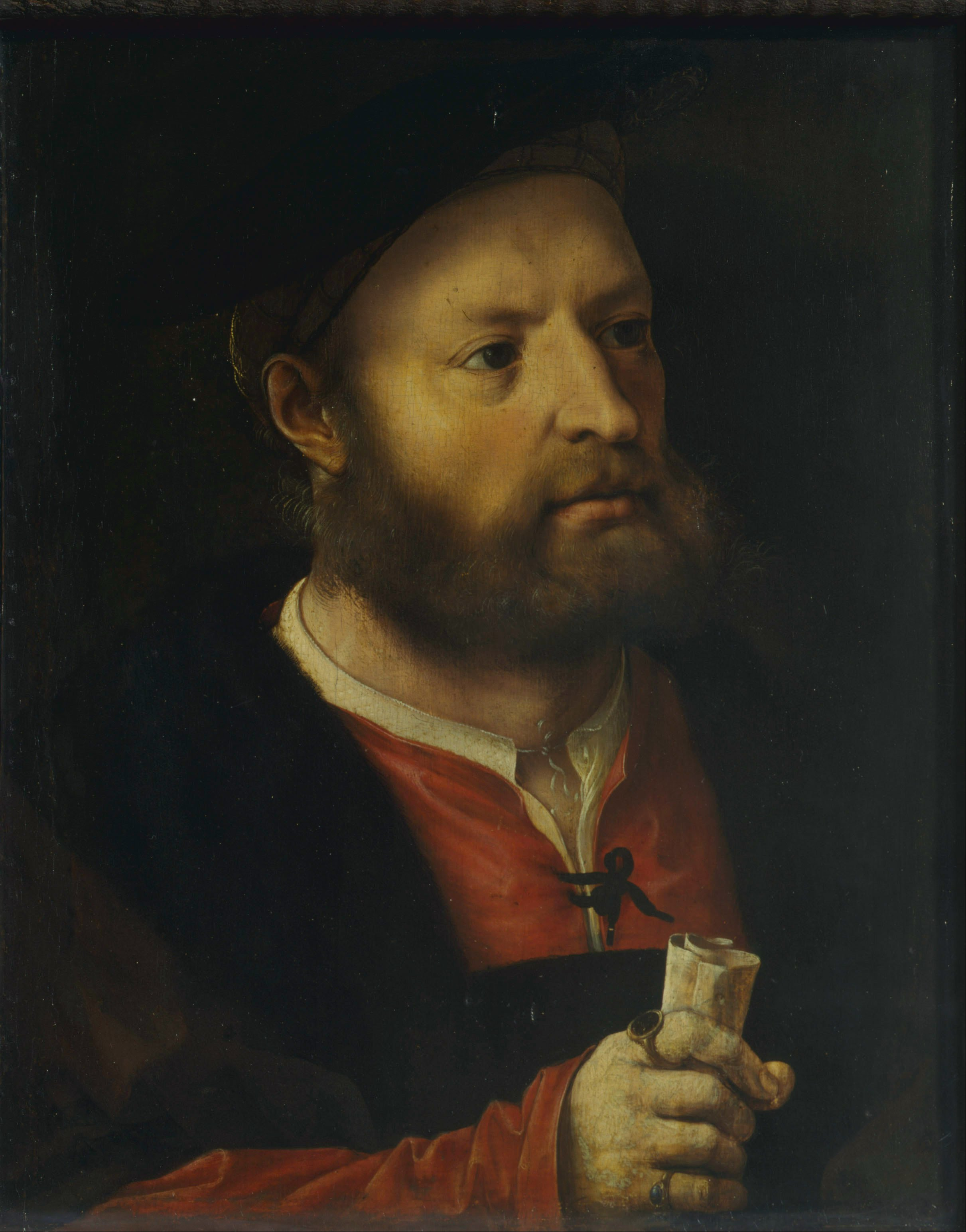
«Чоловічий портрет», Москва
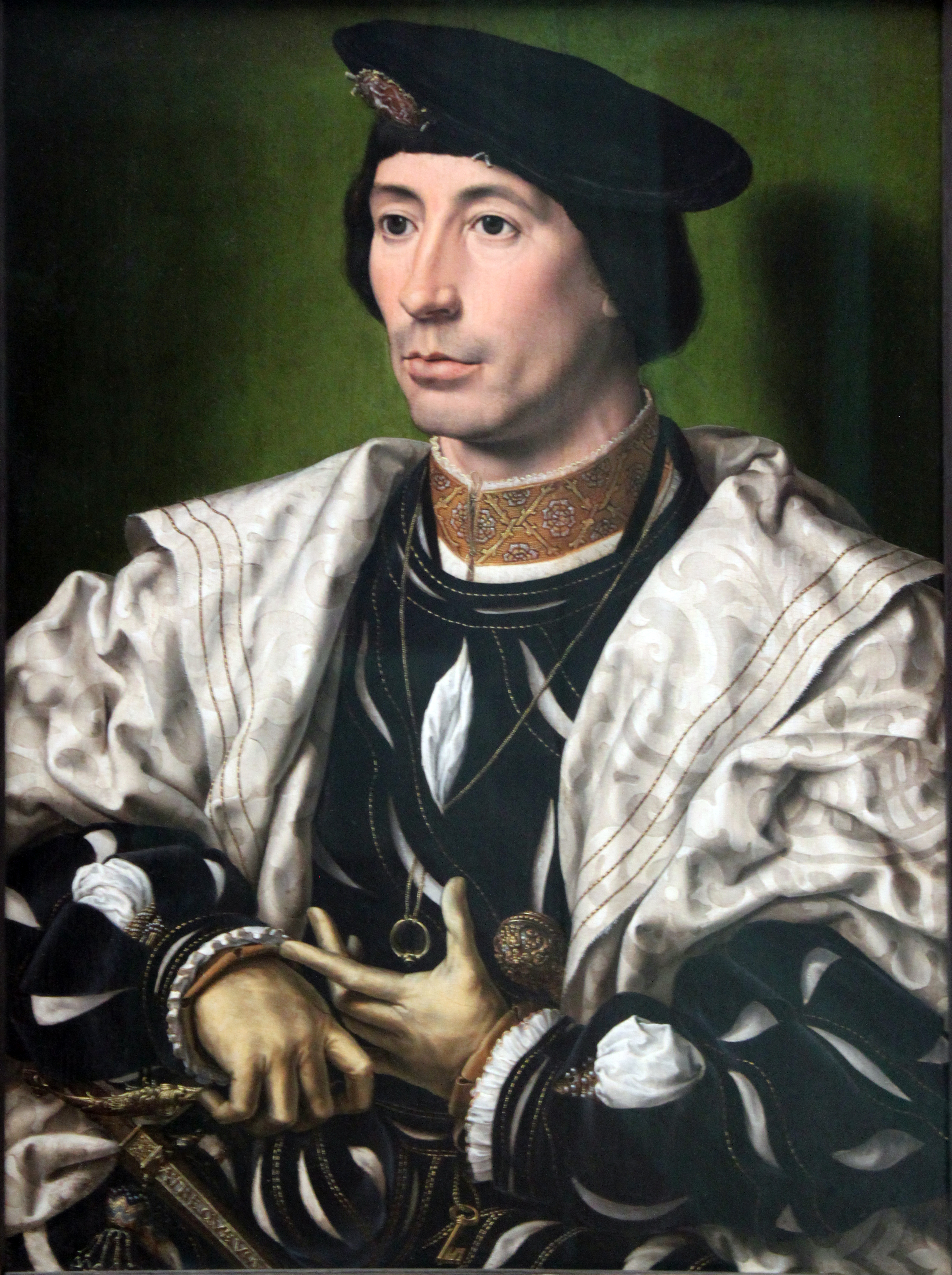
«Портрет невідомого з Бургундії»
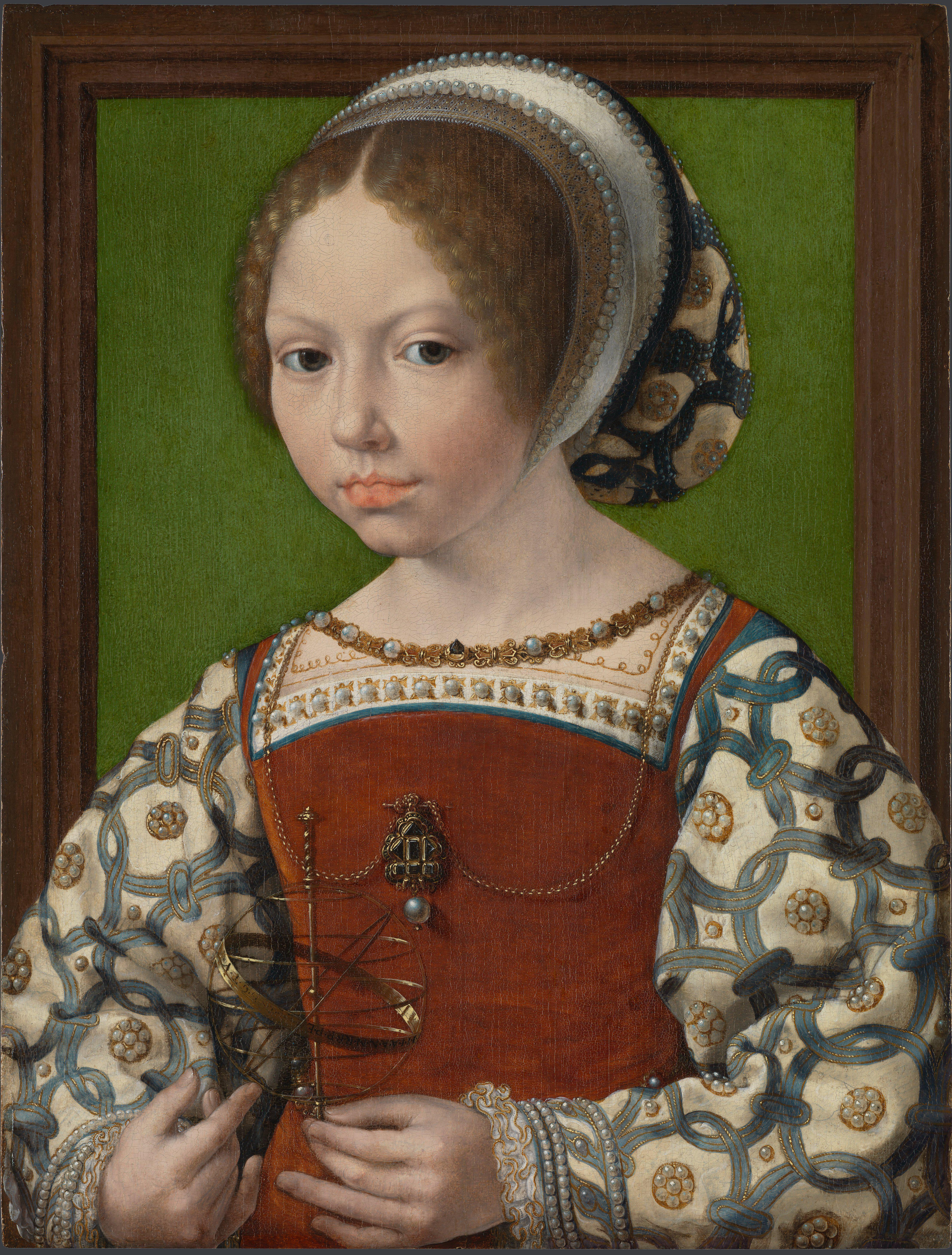
Можливо, «Жаклін Бургундська дитиною»

## Релігійні сюжети

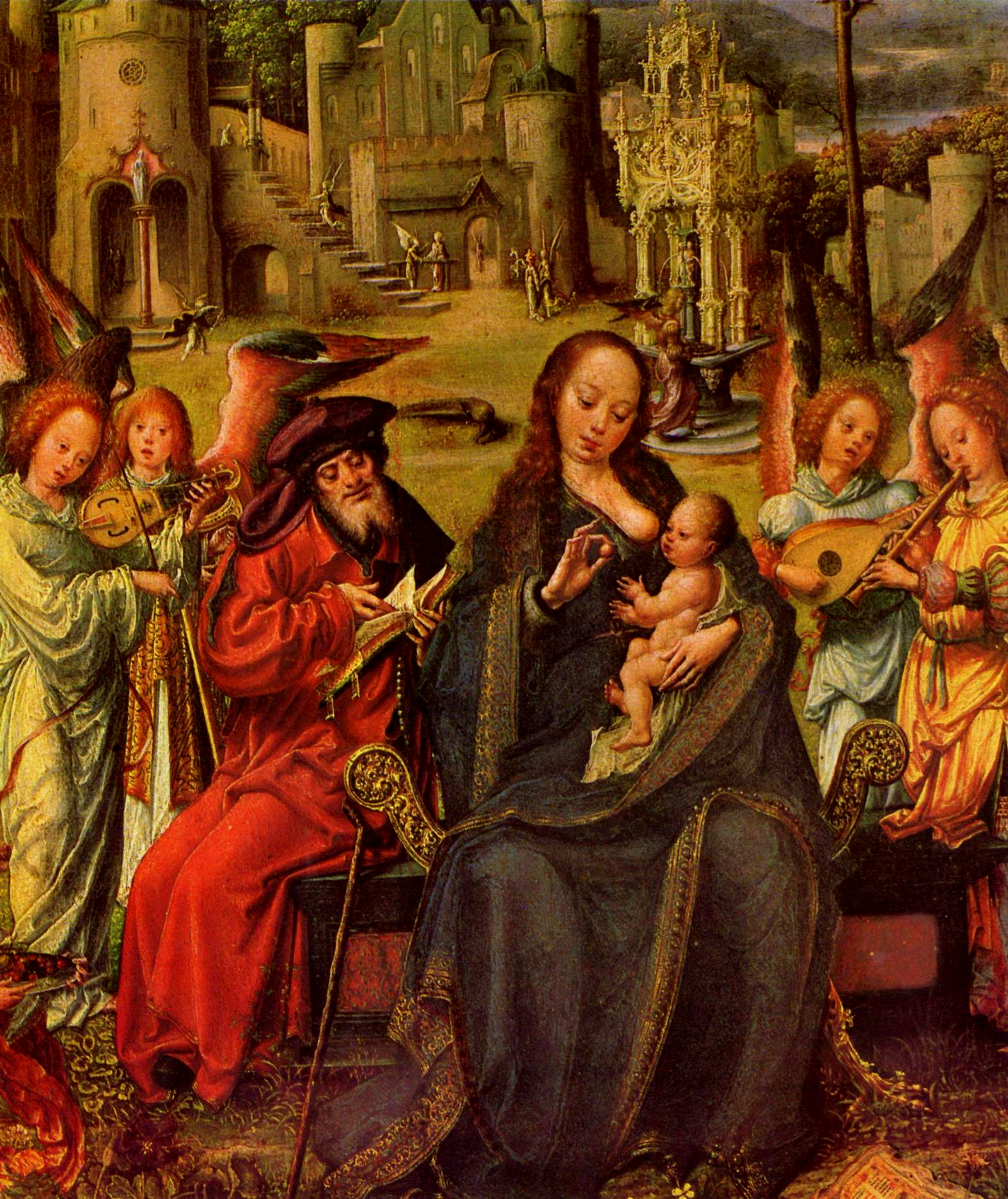
Свята родина
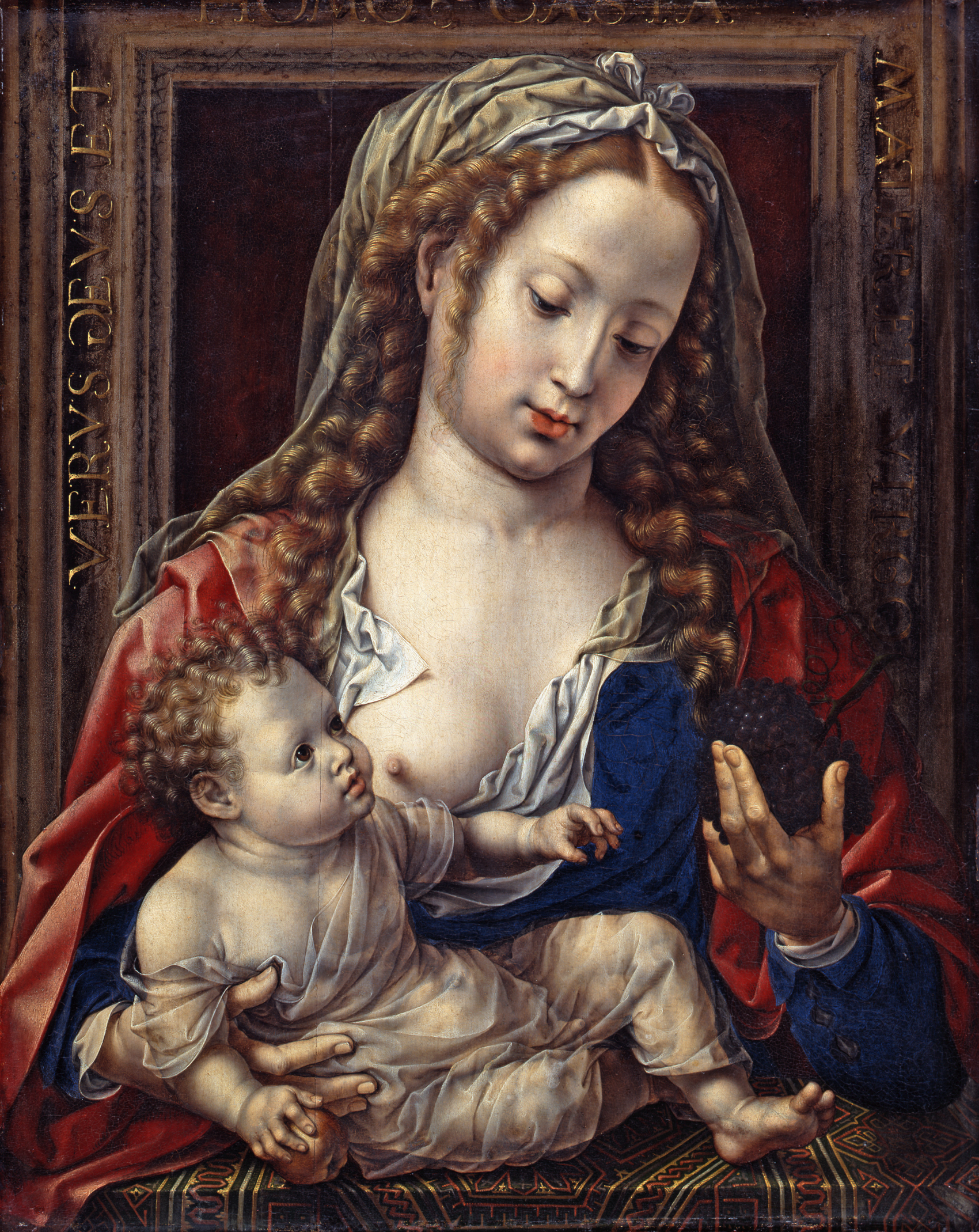
Мадонна з немовлям
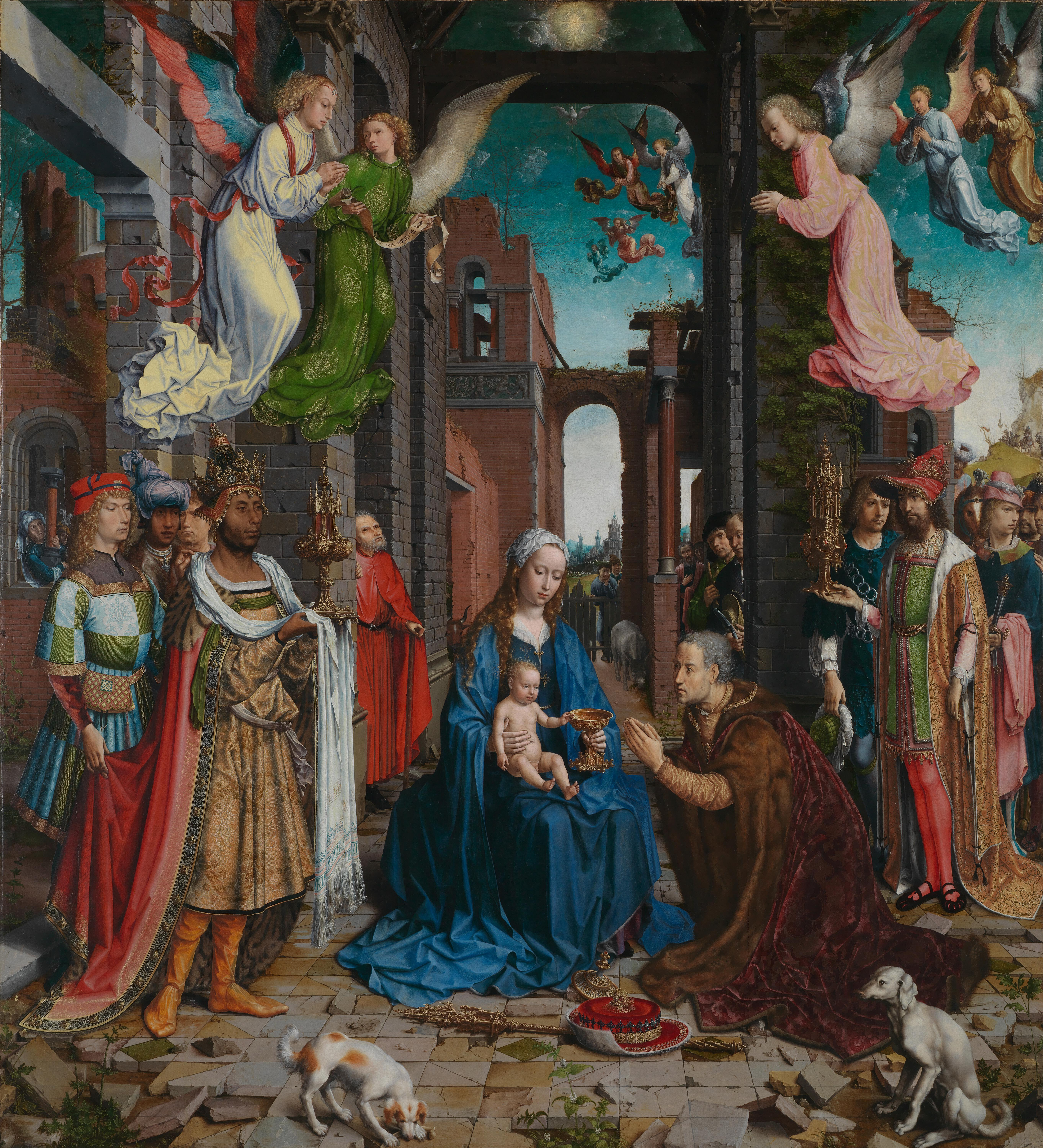
Поклоніння волхвів

## Міфологічні сюжети

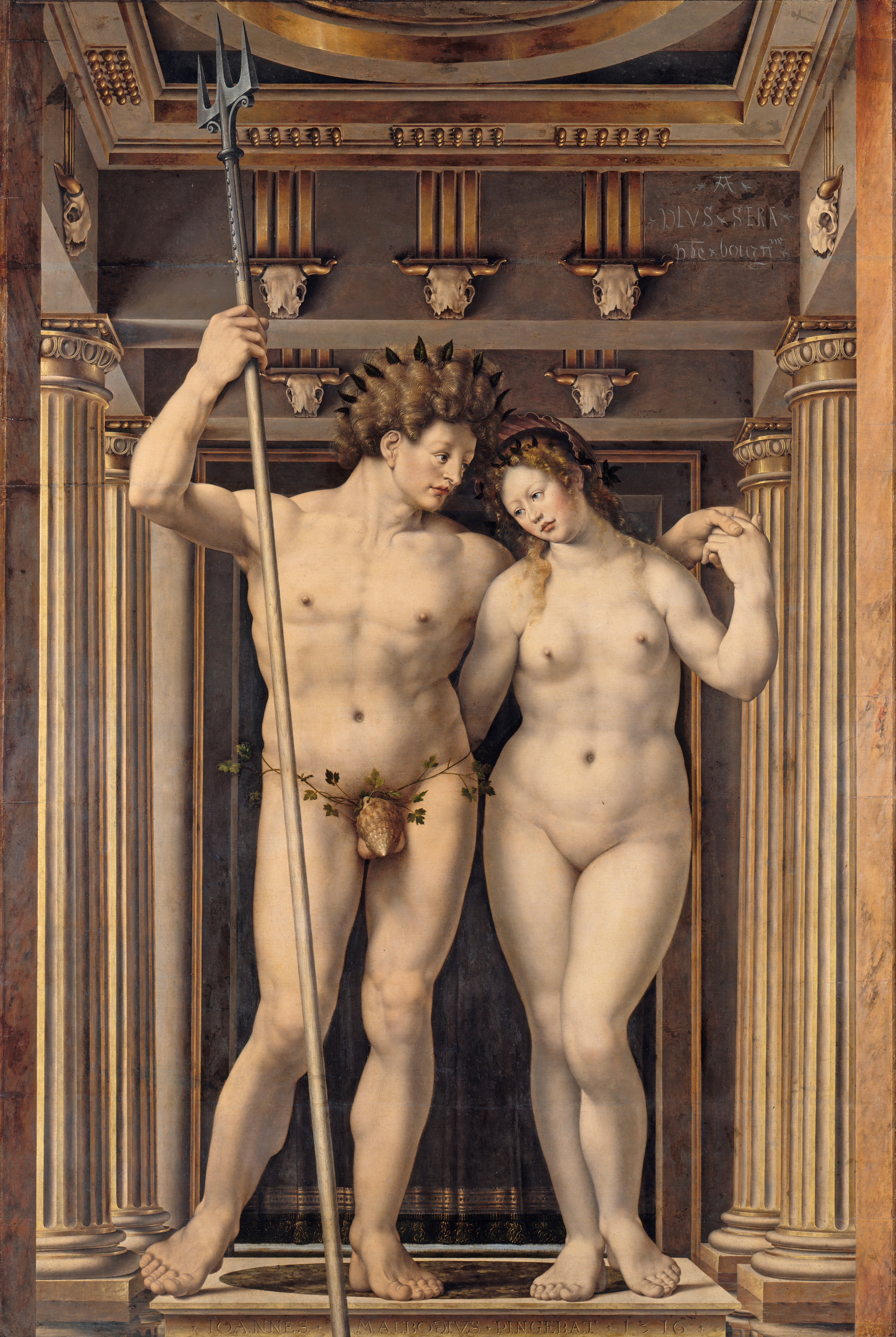
«Нептун і Амфітріта» (1516)
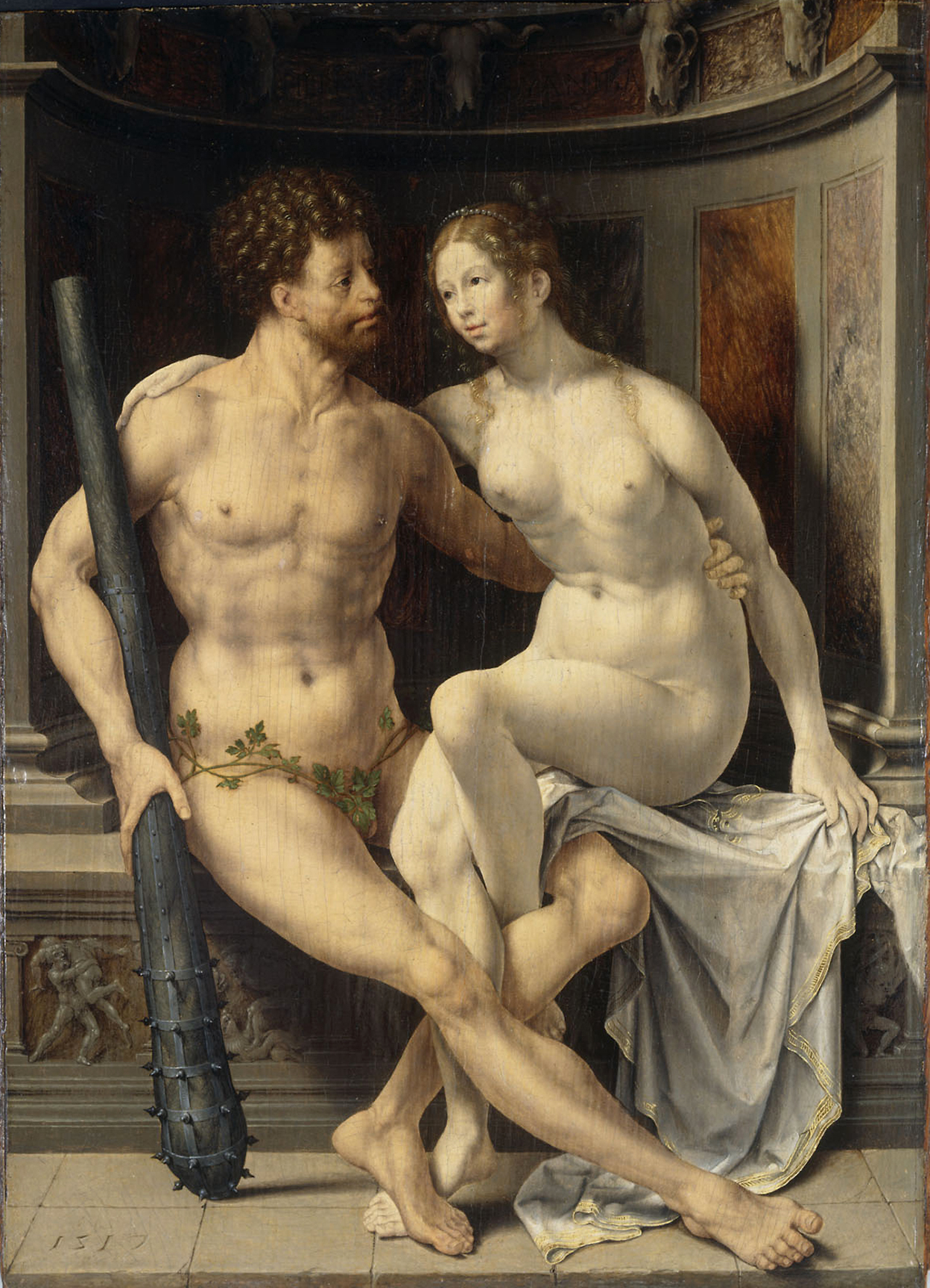
«Геркулес і Деяніра» (1517)
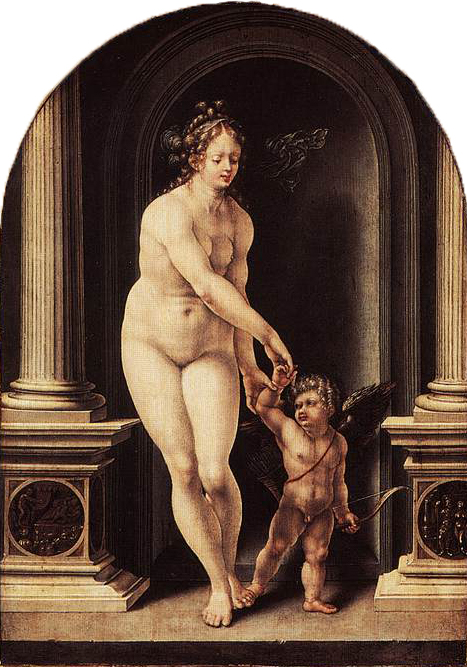
«Венера і Купідон» (1521)

## Країни світу, де зберігають твори Мабюза

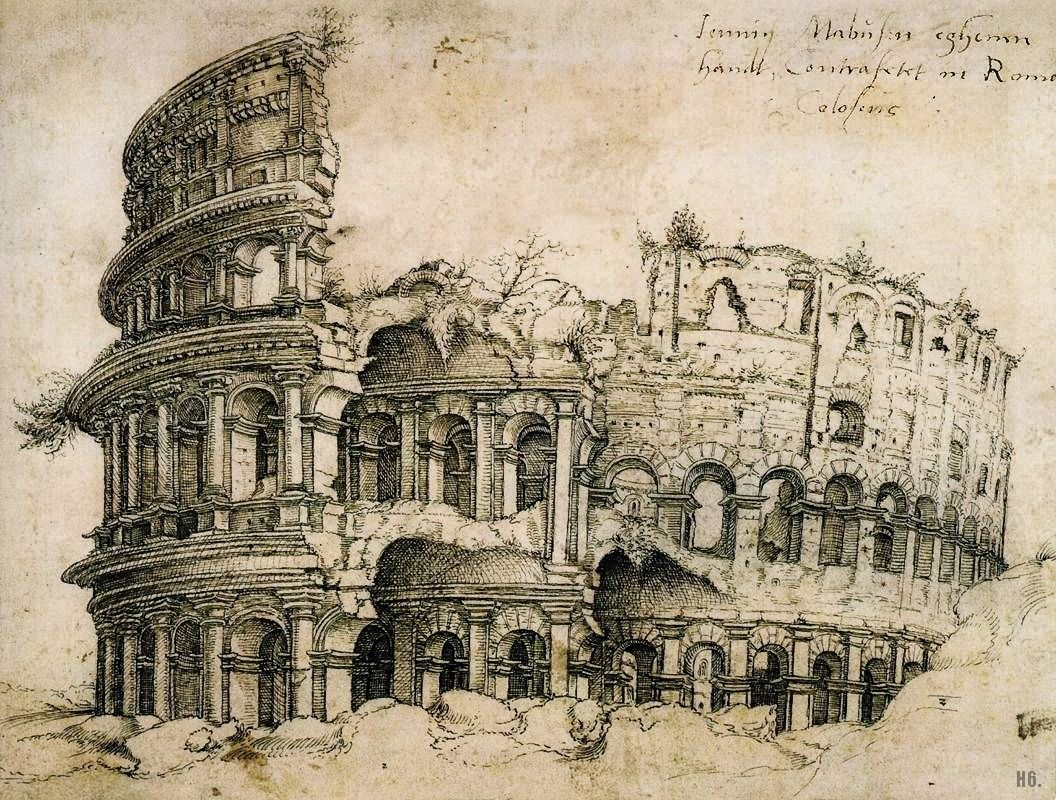
Малюнок Мабюза «Колізей, західний фасад». 1509 рік.

- Австрія
- Англія
- Голландія
- Іспанія
- Італія
- Німеччина
- Португалія
- Росія
- США
- Франція
- Чехія